# Енергетична криза у Венесуелі
Енергетична криза у Венесуелі — це криза, яка спричинена нестачею енергетичних ресурсів у Венесуелі в 2016 році. Згодом криза охопила усю економіку країни.

## Передумови
За свідченнями окремих ЗМІ річна інфляція в країні на третій квартал 2015 року, становила 141,5 %. Додатково спостерігалася криза у сфері суспільної безпеки.
Також, у зв'язку із різким падінням цін на нафту у 2015—2016 роках, країна була змушена продавати нафту за ціною, яка нижча вартості її виготовлення.

## Причини виникнення
Окремі ЗМІ виділяють 5 основних причин виникнення кризи, а саме:
1. падіння цін на нафту[6];
2. значний обсяг соціальних дотацій населенню;
3. значні витрати, які були спрямовані на підвищення іміджу влади та держави;
4. відсутність реформ;
5. заборгованість по кредитам та їх значна кількість.

## Перебіг
За свідченнями окремих ЗМІ влада була змушена вдатися до жорстких заходів у зв'язку з критично низьким рівнем води на ГЕС імені Симона Болівара («Гурі») через сильну посуху. Ця ГЕС є основним виробником електроенергії у Венесуелі.
28 квітня 2016 року люди вийшли на вулиці на знак протесту проти щоденних відключень електрики. У багатьох містах акції протесту перейшли у сутички з поліцією та масштабне мародерство. Також спостерігається дефіцит їжі та товарів першої необхідності.

### Дії влади, які спрямовані на подолання кризи
15 січня 2016 року, президент Венесуели Ніколас Мадуро видав указ, згідно якого у Венесуелі вводиться на два місяці надзвичайний економічний стан. Згодом надзвичайний стан у країні було продовжено на 60 днів.
На початку квітня президент Ніколас Мадуро підписав указ про скорочення робочого тижня в країні до чотирьох днів і закликав населення відповідально ставитися до використання електроприладів, щоб забезпечити економію електрики.
1 травня 2016 року, у неділю, в країні перевели годинник на півгодини вперед з метою економії електроенергії. Такий крок дозволить збільшити кількість денного світла.
Також влада через кризу значно підвищила ціни на пальне та оголосила про девальвацію валюти.
Згодом, 27 квітня 2016 року, робочий тиждень для державних службовців був скорочений до 2 днів. При цьому державні службовці продовжують отримувати зарплату у повному обсязі. Такі дії спрямовані на зменшення використання електроенергії. Однак виняток буде зроблено для «тих завдань, які є фундаментальними і необхідними».
Крім того, 22 квітня, після декількох місяців позапланових відключень електроенергії, уряд почав планові відключення електрики, ввівши чотиригодинний ліміт на її подачу на більшій частині території Венесуели, який діятиме протягом 40 днів. Це стало причиною протестів людей в країні.

## Наслідки

### Закриття підприємств та падіння виробництва
24 травня 2016 року компанія Coca-Cola призупинила виробництво безалкогольних напоїв у Венесуелі через нестачу цукру. Це відбулось на тлі погіршення продовольчого та енергетичного дефіциту в країні. Компанія заявила, що її постачальники у Венесуелі «тимчасово припинять свою діяльність через відсутність сировини».
Також виробник шин Bridgestone заявив, що продає венесуельський бізнес, що був у країні 60 років. Активи компанії продадуть Grupo Corimon, а інші транснаціональні компанії, такі як Ford, Procter&Gamble та Halliburton сповільнили виробництво чи припинили інвестиції в Венесуелі.

### Гіперінфляція
У 2019 році гіперінфляція у Венесуелі сягнула 10000000%.
У червні 2020 року PDVSA знизила свою оцінку видобутку нафти до 75-річного мінімуму, це сталося на тлі санкцій США, що негативно впливають на експорт країни.